# Copenhagen Concert
Copenhagen Concert est un album posthume de Roland Kirk sorti en 2005.

## Description
Copenhagen Concert est l’enregistrement de deux concerts de Roland Kirk ayant eu lieu au club Montmartre de Copenhague, le 24 et le 25 octobre 1963. L’enregistrement de ces deux soirées est arrangé par Quincy Jones. Le double album contient également deux pistes supplémentaires, A Stritch in Time enregistré en 1962 et Au Privave enregistré en 1964,.

## Pistes
Sauf indication, toutes les compositions de Roland Kirk
CD1
1. Narrow Bolero  (8:24)
2. My Heart Stood Still  (Lorenz Hart, Richard Rodgers) (5:50)
3. No Title No. 1  (5:56)
4. Mood Indigo  (Duke Ellington, Barney Bigard) (7:14)
5. Cabin in the Sky  (Vernon Duke) (7:47)
6. On the Corner of the King and Scott Streets  (4:41)
7. Untitled Blues  (6:16)
8. The Monkey Thing  (5:55)
9. Will You Still Be Mine  (Matt Denis) (8:40)
10. One for My Baby  (Harold Arlen, Johnny Mercer) (3:54)
11. We'll Be Together Again  (Carl Fischer) (5:21)
12. Mingus-Griff Song  (8:03)

CD2
1. Mood Indigo  (Duke Ellington, Barney Bigard) (7:28)
2. Medley: Rock-A-Bye Baby/Nearness of You/No Title, No. 3  (12:35)
3. Half a Triple  (4:54)
4. Narrow Bolero  (6:46)
5. A Stritch in Time  (7:08)
6. Au Privave  (Charlie Parker) (14:37)

## Musiciens
- Roland Kirk – Saxophone ténor, Stritch, Manzello, flûte traversière
- Tete Montoliu – Piano
- Don Moore - Basse
- Niels-Henning Ørsted Pedersen - Basse
- J.C. Moses - Batterie
- Sonny Boy Williamson – Harmonica sur Untitled Blues et The Monkey Thing
- Kenny Clarke – Batterie sur Au Privave
- Jimmy Woode – Basse sur Au Privave
- Sonny Stitt – Saxophone alto sur Au Privave